# Agena (étage de fusée)
Pour les articles homonymes, voir Agena.

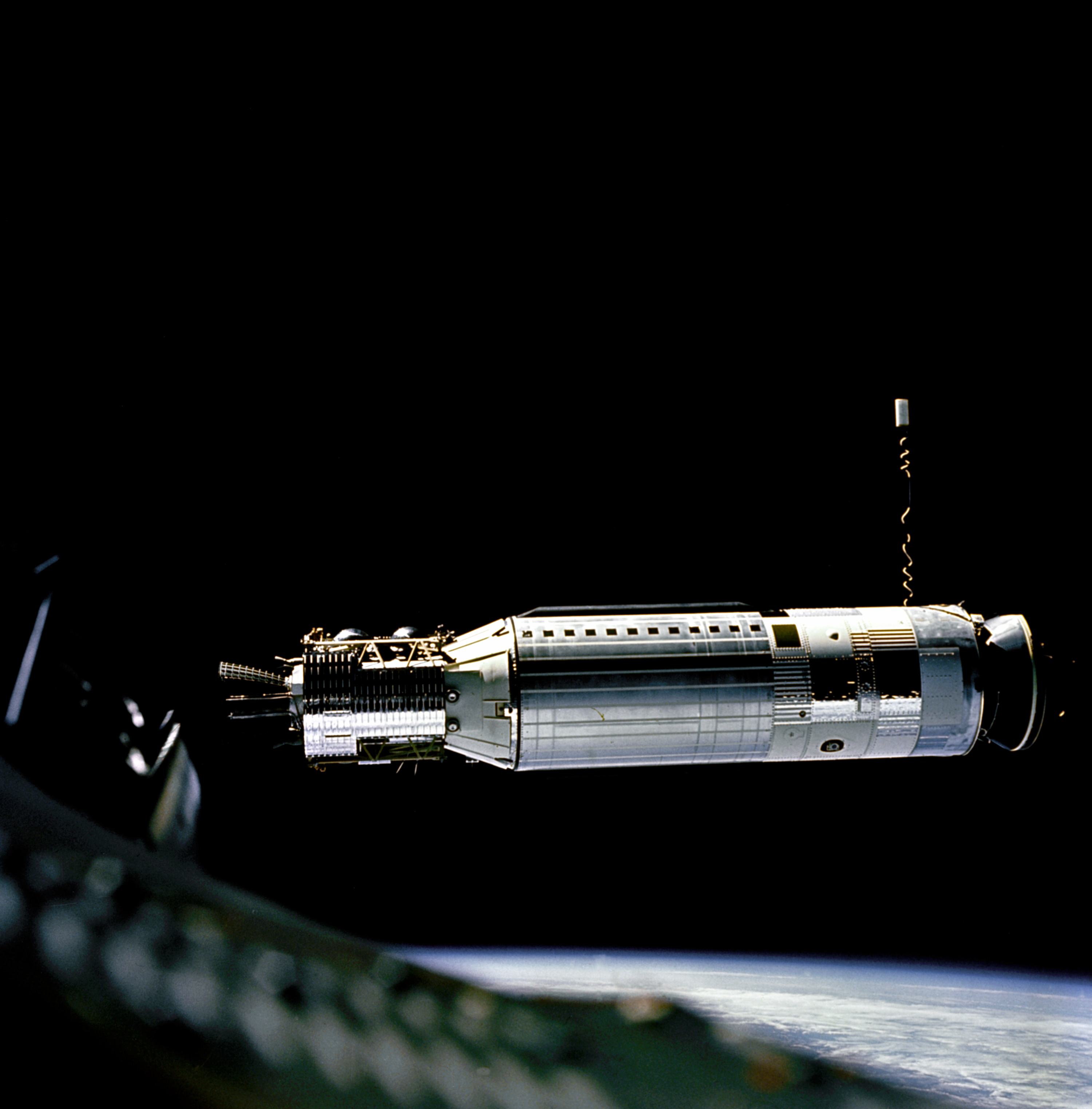
L'étage Agena vu depuis le vaisseau Gemini 8 durant une répétition de manœuvre de rendez-vous spatial.

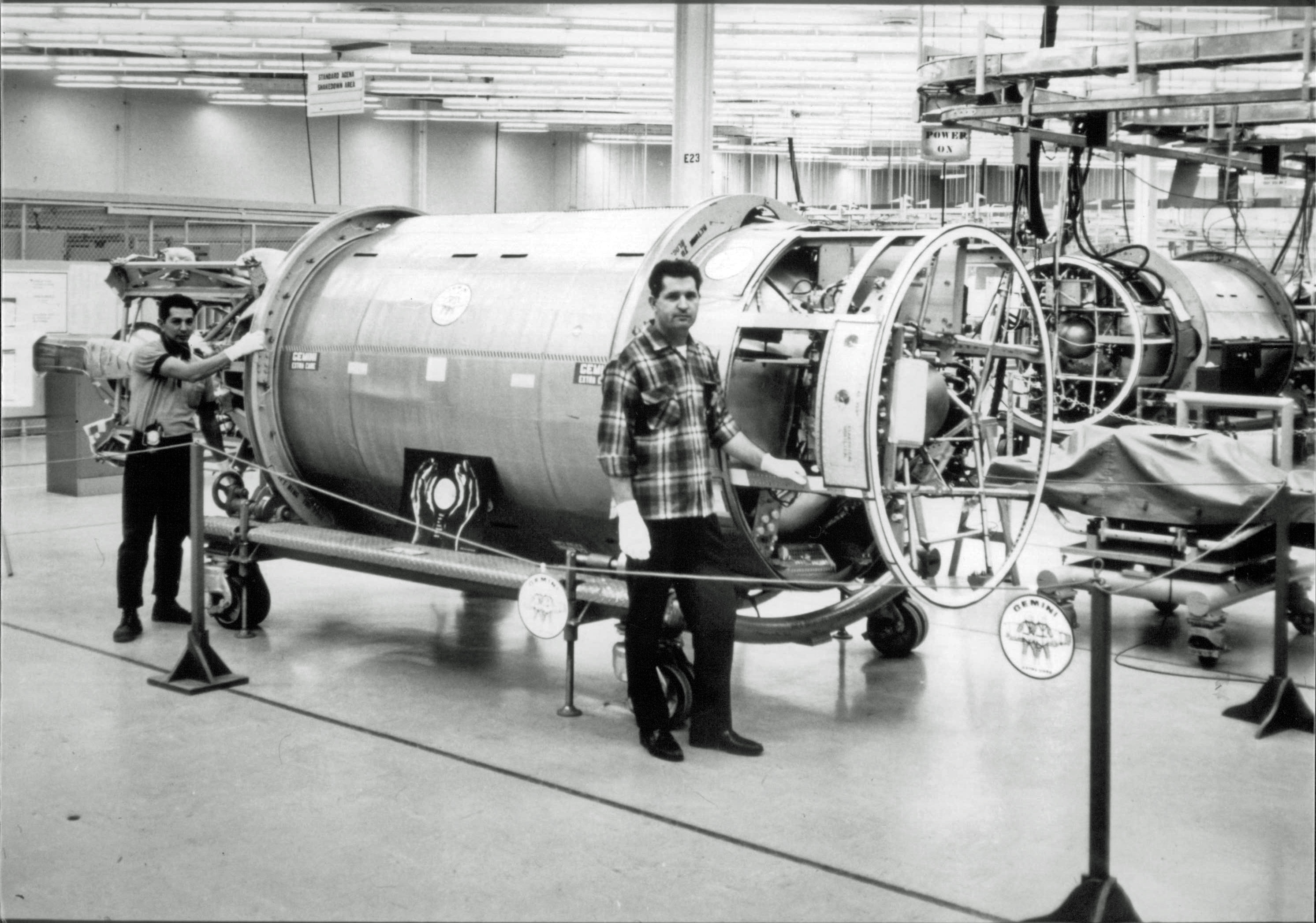
Un étage Agena sur la chaîne de production de Lockheed.

Agena (RM-81 pour l'Armée de l'Air américaine) est un étage supérieur d'un lanceur développé dans les années 1950 par le constructeur Lockheed et utilisé avec les lanceurs Atlas, Thor et Titan pour lancer un grand nombre de satellites de reconnaissance militaires mais également plusieurs sondes spatiales et satellites scientifiques. Il a également servi d'étage-cible pour la mise au point de manœuvres de rendez-vous spatial des missions du programme spatial habité Gemini. Au total, 365 étages Agena sont lancés entre le 28 février 1959 et le 12 février 1987.

## Historique
L'Armée de l'Air américaine démarre en 1955 le programme 117L destiné à mettre au point un satellite de reconnaissance photo. En octobre 1956, la société Lockheed est retenue pour développer l'engin spatial. L'objectif est de réaliser un étage de lanceur pouvant à la fois servir d'étage supérieur de lanceur et de plate-forme pour un satellite de reconnaissance. L'étage dispose d'une capacité de manœuvre et de changement d'orbite. Les responsables choisissent d'équiper l'étage Agena avec un moteur-fusée à ergols liquides XLR81 développé par Bell initialement pour propulser une bombe qui doit être lancée par le bombardier B-57. Un premier lancement du Thor et de l'étage Agena en janvier 1959 est un échec mais le test est réussi au deuxième tir réalisé en février de la même année qui place le satellite de reconnaissance Discoverer sur orbite. Le nouveau lanceur permet de placer une charge modeste de 0,86 tonne en orbite terrestre basse. L'étage Agena est également utilisé en association avec un autre lanceur plus puissant, le lanceur Atlas. Cette combinaison qui permet de placer 1,85 tonne en orbite basse est lancée le 26 février 1960.
La première version, baptisée Agena A, est très rapidement supplantée par deux nouvelles versions. Les deux lanceurs associés à l'Agena, Atlas et Thor, ont la capacité de lancer un étage supérieur deux fois plus lourd. En conséquence une nouvelle version, dite Agena B, est développée avec des réservoirs allongés permettent de transporter une quantité d'ergols deux fois supérieure. Le premier vol de l'étage Agena B associé à un lanceur Thor a lieu dès le 26 octobre 1960 et cette nouvelle version supplante définitivement l'étage Agena A à compter du 31 janvier 1961.
L'étage Agena D est une version optimisée de l'Agena B dont la principale amélioration est l'augmentation de l'impulsion spécifique du moteur-fusée en faisant passer la pression dans la chambre de combustion de 10 à 35 bars. Son premier vol avec un premier étage Thor a lieu le 28 juin 1962. Les versions B et D vont cohabiter 4 ans jusqu'au 9 juin 1966. L'étage Agena D est associé avec les lanceurs Thor et Atlas mais également avec le lanceur Titan. Les derniers étages Agena sont utilisés pour lancer des satellites de reconnaissance avec un premier étage Titan.
Au début des années 1970, la NASA décide que la future navette spatiale américaine est utilisée pour tous les lancements de satellite. Mais celle-ci ne permet d'atteindre que l'orbite terrestre basse. Les satellites transportés dans sa soute doivent donc être largués avec un étage de propulsion leur permettant d'atteindre leur orbite cible. Plusieurs solutions sont étudiées dont le recours à un étage Transtage et Agena. Pour pouvoir utiliser l'Agena dans cette nouvelle configuration il faut la modifier de manière notable et la NASA choisit finalement de recourir à des étages à propergol solide PAM-A et PAM-D beaucoup moins coûteux et ne nécessitant aucune modification.

## Utilisations
L'étage Agena a été utilisé principale pour placer en orbite les satellites militaires américains durant la décennie 1960. Il est particulièrement lié aux satellites de reconnaissance Key Hole. C'est ainsi que sur les 362 lancements d'étages Agena dont on connait la charge utile, 195 le sont pour placer en orbite des satellites de reconnaissance Key Hole. L'étage reste solidaire du satellite une fois celui-ci activé pour permettre les changements d'orbite nécessaires à l'accomplissement de sa mission. Les différentes versions des satellites Key Hole se sont alourdies et il faut avoir recours à des lanceurs de plus en plus puissants pour lancer les satellites de reconnaissance : Thor jusqu'en 1972, Atlas jusqu'en 1978 et Titan par la suite. Parmi les autres utilisations civiles on peut citer la majorité ou totalité des sondes spatiales Lunar Orbiter, Mariner et Ranger, les observatoires astronomiques OGO, le Satellite de télécommunications Echo, les satellites météorologiques Nimbus et le  Satellite d'observation de la Terre Seasat. Il a par ailleurs lancé à six reprises pour servir de cible dans des manœuvres de rendez vous et amarrage lors de mission du programme Gemini. Pour les usages civils il est remplacé à compter de la milieu de la décennie 1960 par l'étage cryogénique Centaur beaucoup plus performant.

## Caractéristiques techniques

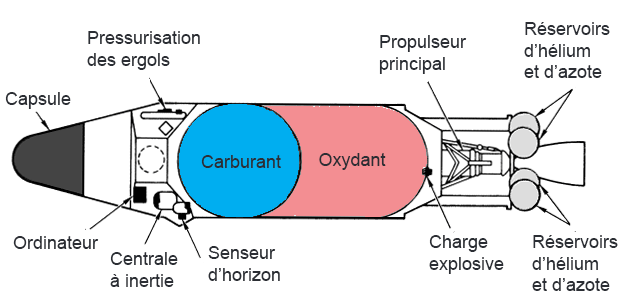
Le schéma de la version Agena B.

L'étage Agena de forme cylindrique, est long de 7,93 mètres (version B et D) pour un diamètre de 1,52 mètres. Il est stabilisé sur 3 axes et est propulsé par un moteur-fusée à ergols liquides XLR81 brulant des ergols hypergoliques (s'enflammant spontanément) : l'hydrazine, et l'acide nitrique fumant rouge. Le moteur-fusée peut être allumé plusieurs fois et il peut être orienté selon deux axes avec une inclinaison maximale de 5 degrés. Le contrôle d'attitude et les petites correction de trajectoire sont prises en charge par  Sa conception inspira fortement celle de l'étage de remontée du module lunaire Apollo.

### Propulsion: le moteur-fusée XLR81
Le moteur-fusée à ergols liquides XLR81 est développé par la société américaine Bell. De 7 à 8 tonnes de poussée, il brule un mélange hypergolique qui est injecté dans la chambre de combustion par une turbopompe mise en mouvement par un générateur de gaz. La pression dans la chambre de combustion est de 35 bars et l'impulsion spécifique est d'environ 290 secondes. Le rapport de section de la tuyère est de 45. De manière classique, pour éviter que la chambre de combustion fonde, celle-ci utilise un système de refroidissement régénératif c'est-à-dire que l'oxydant circule dans l'épaisseur de la paroi pour abaisser la température. Mais Bell se démarque complètement du procédé utilisé par les autres motoristes américains qui, à cette époque, fabriquent les parois de la chambre de combustion en juxtaposant des centaines de tubes verticaux (les canaux de refroidissement), soudés entre eux et épousant les contours de la chambre puis du col de la tuyère et qui constituent tout ou partie de la tuyère. Sur le XLR81 la chambre de combustion en aluminium massif est percée de canaux droits parallèle à l'axe du moteur. Pour la partie inférieure de la chambre de combustion, le col de la tuyère et la partie supérieure de la tuyère en forme de coquetier, les trous sont forés en oblique ce qui permet d'utiliser un forêt droit. Ce procédé permet d'obtenir un cout de fabrication beaucoup plus faible. La partie basse de la tuyère (entre les rapports de section 12 et 45) est réalisée en titane renforcé extérieurement par des longerons et des cerceaux en molybdène. Cette partie n'est pas refroidie mais les ergols utilisés contiennent 1% d'huile de silicone qui maintient un film protecteur à l'intérieur de la tuyère réduisant, selon le constructeur du moteur, de 33% le transfert thermique. Le système de démarrage de la turbopompe repose dans la première version (trois mises à feu possibles) sur la production de gaz par combustion d'un bloc de propergol solide (il y avait donc trois blocs de propergol solide). Dans les versions suivantes (8 démarrages possibles) deux petits réservoirs, contenant des ergols sous pression, sont utilisés pour la mise en route initiale. Ils sont réalimentés et remis sous pression une fois le moteur en fonctionnement ce qui permet de les réutiliser par la suite. La qualité de ce moteur, qui n'a connu qu'une seule défaillance en vol, est en grande partie à l'origine de la réputation de fiabilité de l'étage Agena.

### Agena A
L'Agena A est construit à 20 exemplaires et doté d'un moteur de 6,9 tonnes de poussée fonctionnant durant 120 secondes, lancé en tant que second étage des lanceurs Thor et Atlas entre 1959 et 1961, plusieurs satellites de reconnaissance et d'alerte avancée Corona, MIDAS et SAMOS.

### Agena B
L'Agena B doté d'un moteur de 7,1 tonnes de poussée fonctionnant durant 240 secondes, lance à compter de 1959 en tant que second étage des lanceurs Thor et Atlas, des satellites de reconnaissance et d'alerte avancée de la série SAMOS et MIDAS ainsi que des sondes des programmes lunaires Ranger et Lunar Orbiter.

### Agena D
L'Agena D doté d'un moteur de 7,1 tonnes de poussée fonctionnant durant 256 secondes, lance jusqu'en 1987 (dernier vol d'un étage Agena) en tant que second étage des lanceurs Thor, Atlas et Titan, des satellites de reconnaissance de la série Gambit, 3 sondes spatiales du programme Mariner à destination de Vénus et 2 sondes Mariner à destination de Mars. Il est célèbre pour avoir servi d'étage-cible pour les manœuvres de rendez-vous spatial au cours de plusieurs missions du programme Gemini.
| Caractéristique         | Agena A      | Agena B                                                    | Agena D                                                    |
| ----------------------- | ------------ | ---------------------------------------------------------- | ---------------------------------------------------------- |
| Diamètre                | 1,52 m       | 1,52 m                                                     | 1,52 m                                                     |
| Longueur                | 5,94 m       | 7,56 m                                                     | 7,56 m                                                     |
| Masse vide              | 867 kg       | 867 kg                                                     | 673 kg                                                     |
| Ergols                  | 2,95 tonnes  | 6,75 tonnes                                                | 6,15 tonnes                                                |
| Moteur-fusée            | XLR81-BA-5   | XLR81-BA-7 puis XLR81-BA-11                                | XLR81-BA-7 puis XLR81-BA-11                                |
| Poussée                 | 68,9 kN      | 71,2 kN                                                    | 71,2 kN                                                    |
| Impulsion spécifique    | 2 707 m/s    | 2 779 m/s                                                  | 2 943 m/s                                                  |
| Durée de fonctionnement | 120 secondes | 265 secondes                                               | 285 secondes                                               |
| Autre caractéristique   |              | moteur redémarrable pression chambre combustion de 10 bars | moteur redémarrable pression chambre combustion de 35 bars |

Lanceurs avec étage Agena
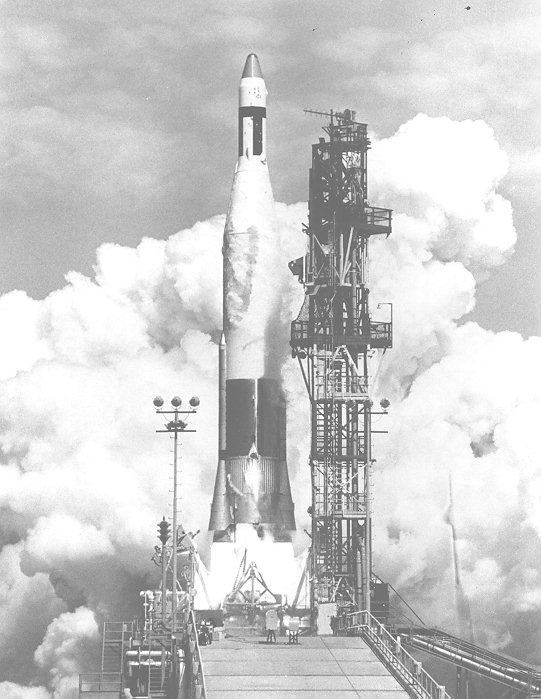
Un lanceur Atlas-Agena A avec un satellite MIDAS.
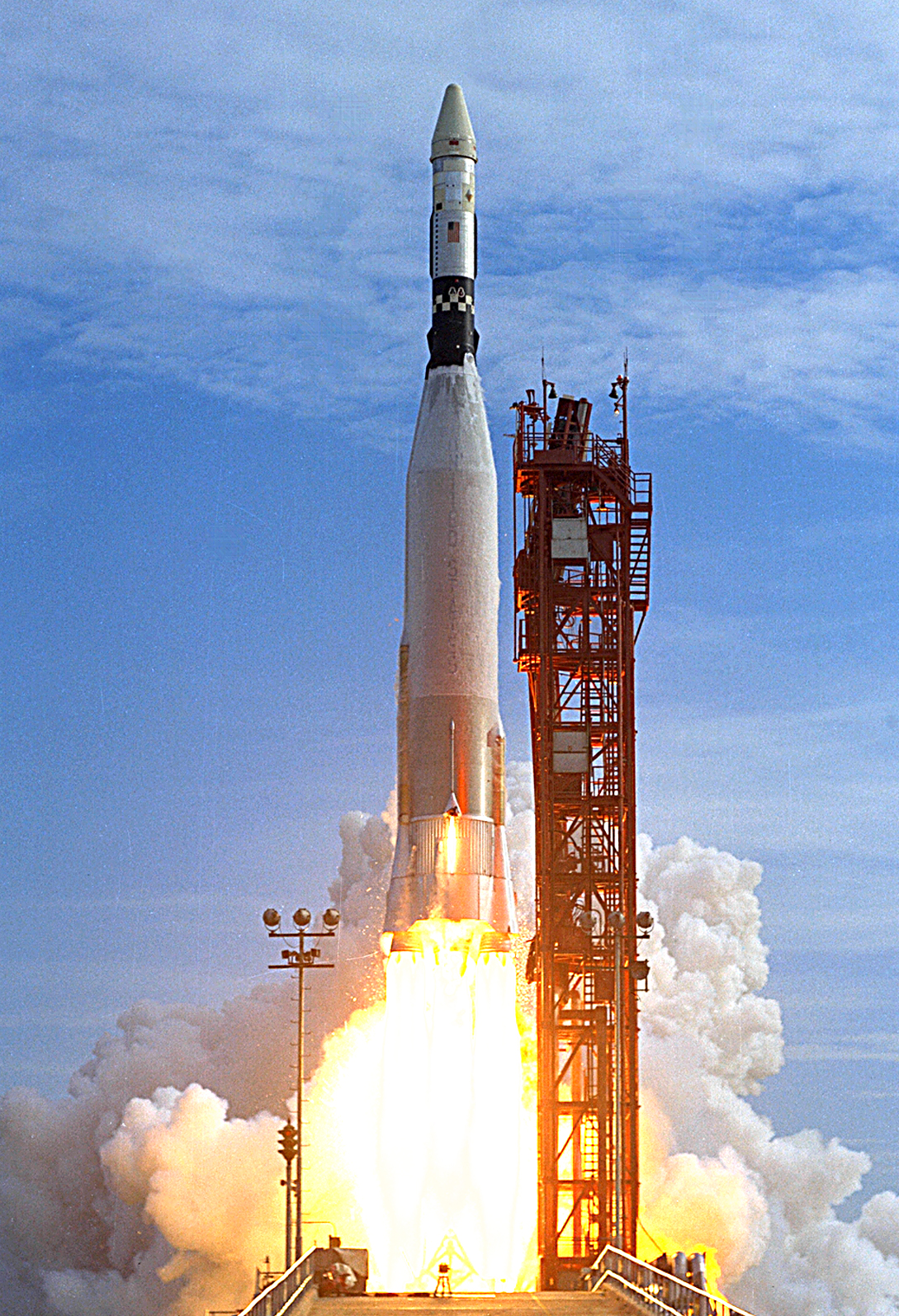
Un lanceur Atlas-Agena B (étage-cible Gemini).
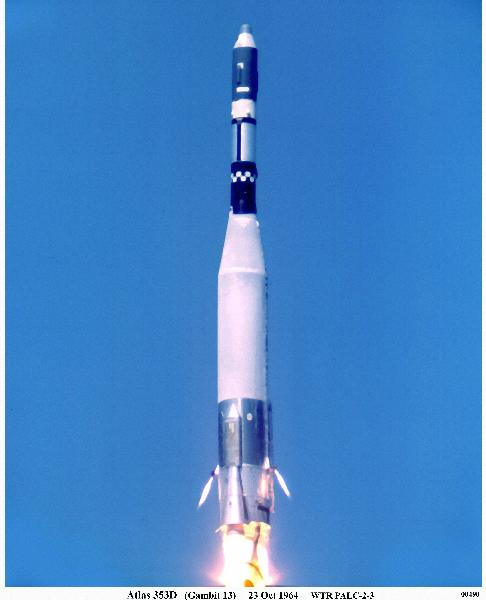
Un lanceur Atlas-Agena D avec un satellite KH-7.
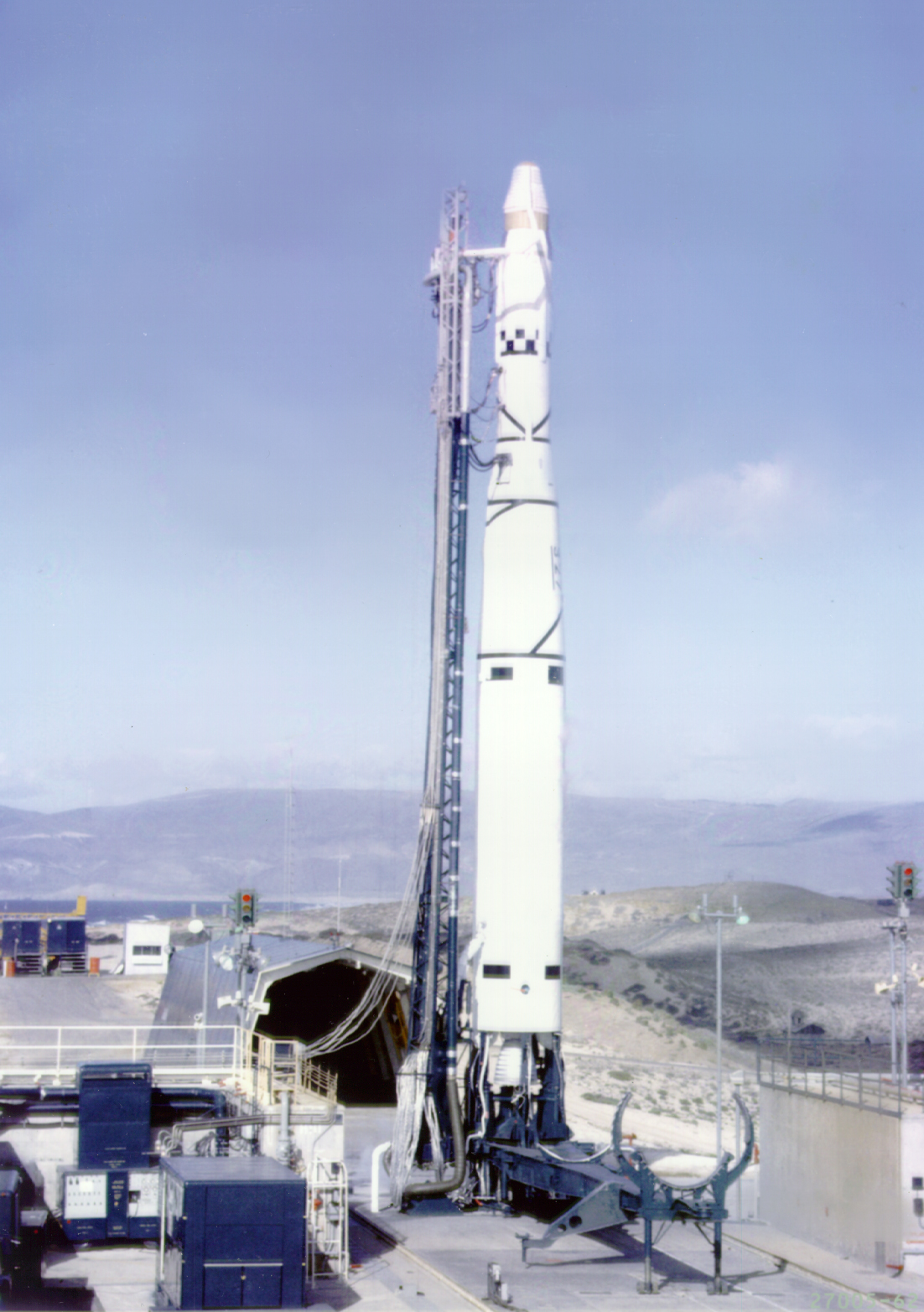
Un lanceur Thor-Agena D avec un satellite Corona.
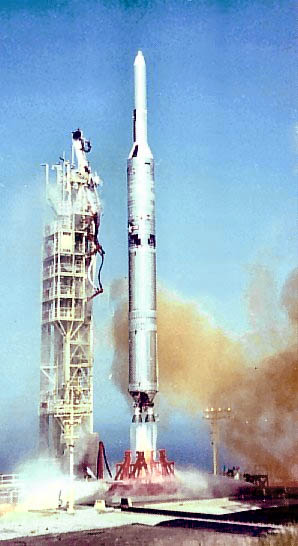
Un lanceur Titan 23 B avec un satellite KH-8.

## Liste des lanceurs ayant utilisé l'étage Agena
| Version Agena | Premier étage                    | vols / échecs / échecs partiels | Premier lancement | Dernier lancement | Capacité du lanceur (sur orbite basse) | Charges utiles lancées                                                     |
| ------------- | -------------------------------- | ------------------------------- | ----------------- | ----------------- | -------------------------------------- | -------------------------------------------------------------------------- |
| Agena A       | Thor (SLV-2)                     | 16                              | 21 janvier 1959   | 13 septembre 1960 | 0,86 tonne                             | Corona (16)                                                                |
| Agena A       | Atlas (LV-3A)                    | 4                               | 26 février 1960   | 31 janvier 1961   | 1,86 tonne                             | MIDAS (2), SAMOS (2)                                                       |
| Agena B       | Thor (SLV-2)                     | 43                              | 26 octobre 1960   | 28 novembre 1965  | 1,10 tonne                             | Corona (35), SAMOS (3), Nimbus 1, Echo 2, Alouette 1 et 2                  |
| Agena B       | Thrust-Augmented Thor (SLV-2A/C) | 2                               | 29 juin 1963      | 15 mai 1966       |                                        | SAMOS, Nimbus 2                                                            |
| Agena B       | Atlas (LV-3A)                    | 28 / 5 / 2                      | 12 juillet 1961   | 21 mars 1965      | 2,3 tonnes                             | SAMOS, MIDAS (7), Ranger (9), Mariner 1 et 2, OGO                          |
| Agena B       | Atlas (SLV-3)                    | 1                               | 9 juin 1966       | 9 juin 1966       |                                        | OGO 3                                                                      |
| Agena D       | Thor (SLV-2) + Agena D           | 21 / 0 / 0                      | 28 juin 1962      | 31 mai 1967       | 1,2 tonne                              | Corona (33), Poppy (4), Autre (3)                                          |
| Agena D       | Thrust-Augmented Thor (SLV-2A/C) | 61 / 0 / 0                      | 28 février 1963   | 17 janvier 1968   | 1,5 tonne                              | Corona (49), Heavy Ferret (5), Poppy (1), SAMOS (3), OGO 2 et 4, autre (1) |
| Agena D       | Thorad (SLV-2G/H)                | 43 /1 / 0                       | 9 août 1966       | 25 mai 1972       | 2 tonnes                               | Corona (33), Heavy Ferret (4), Poppy (2), Nimbus B, 3 et 4, OGO 6          |
| Agena D       | Atlas (LV-3)                     | 15 / 0 / 0                      | 12 juillet 1963   | 20 juillet 1965   |                                        | KH-7, Mariner 3 et 4, Vela (3)                                             |
| Agena D       | Atlas (SLV-3)                    | 47 / 0 / 0                      | 14 août 1964      | 5 novembre 1967   | 2,5 tonnes                             | KH-7 (35), Lunar Orbiter 1 à 5, Mariner 5, Gemini Target (6), ATS (2)      |
| Agena D       | Atlas (SLV-3A)                   | 12 / 1 / 0                      | 4 mars 1968       | 7 avril 1978      | 3,9 tonnes                             | Canyon (7), Rhyolite (2), Aquacade (2), OGO 5                              |
| Agena D       | Atlas (SLV-3B)                   | 1 / 0 / 0                       | 8 avril 1966      | 8 avril 1966      |                                        | OAO 1                                                                      |
| Agena D       | Atlas F                          | 1 / 0 / 0                       | 27 juillet 1978   | 27 juillet 1978   |                                        | Seasat                                                                     |
| Agena D       | Titan IIIB (SLV-5B)              | 22 / 1 / 2                      | 29 juillet 1966   | 3 juin 1969       | 3,30 tonnes                            | KH-8                                                                       |
| Agena D       | Titan 23B                        | 9 / 0 / 0                       | 23 août 1969      | 22 avril 1971     | 3,35 tonnes                            | KH-8 (9)                                                                   |
| Agena D       | Titan 33B                        | 3 / 1 / 0                       | 21 mars 1971      | 21 août 1973      |                                        | Jumpseat (3)                                                               |
| Agena D       | Titan 24B                        | 23 / 2 / 0                      | 12 août 1971      | 17 avril 1984     | 4,5 tonnes                             | KH-8 (23)                                                                  |
| Agena D       | Titan 34B                        | 11 / 0 / 1                      | 10 mars 1975      | 12 février 1987   |                                        | Jumpseat (4), Quasar (7)                                                   |